# Полазничка

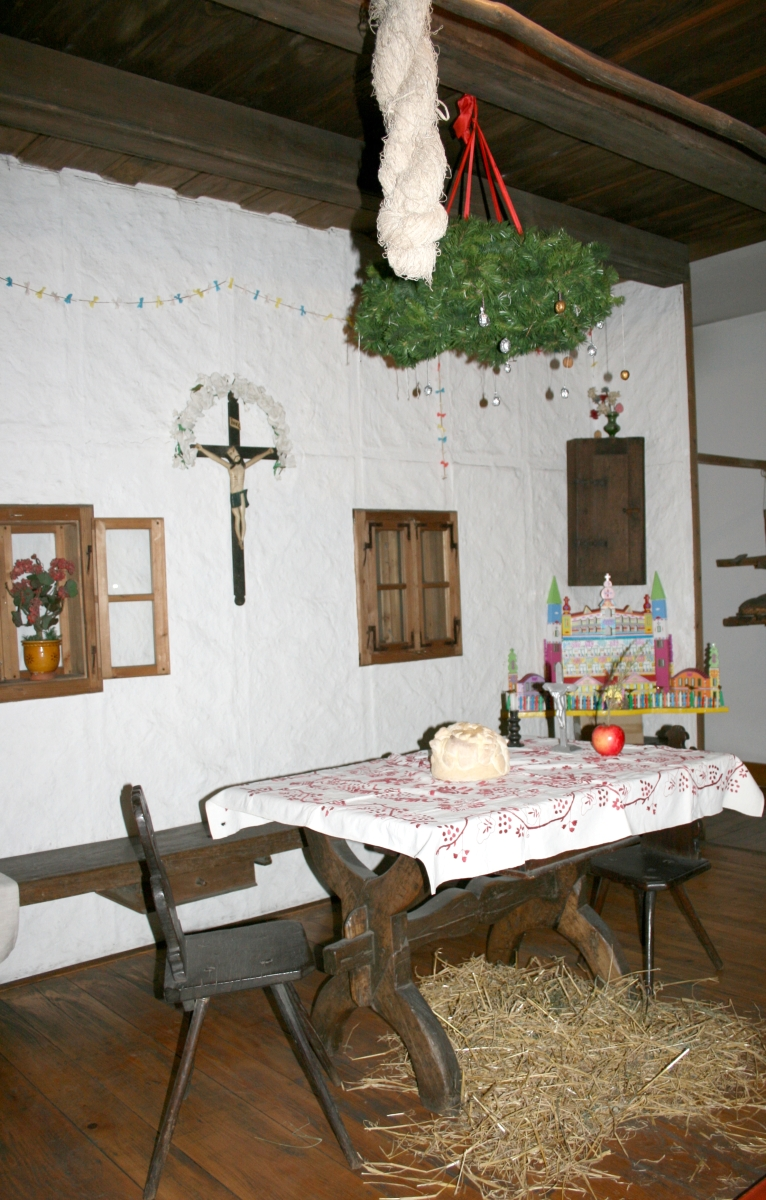
Полазничка, створена під час ночі музеїв (Етнографічний музей у Загребі)

Полазничка — польські та словацькі різдвяні прикраси. Загалом підлазничку робили з верхівки ялинки, перевернутої догори дриґом, яку потім прикрашали цигарковим папером, цукерками, яблуками, горіхами або типово польськими світами, або робили із соломи. Таку прикрасу потім вішали над різдвяним столом або в кутку. Полазничка мала принести щастя та добробут у сім'ю. Полазничка походить від традиції полазника.
У Сербії таку гілку називали šumka od položenjca або polaznikova šumka.

## Історія
Звичай полазнички споріднений звичаєм полазника. Полазник — перший відвідувач, ритуальний гість, який завітав до хати на Різдво. Прихід у дім здорового, молодого, щасливого гостя мав принести щастя в господарство. Полазник часто приносив із собою зелені гілочки, які в Польщі називали полазничками. Подібний звичай приносити вічнозелені рослини полазником також існував у Словаччині та Болгарії; у лемків дідух приносили додому, а в Болгарії, крім гілочок, приносили також солому.
Ім'я ритуальної особи переносилося на предмет, пов'язаний з цим ритуалом, але у південних слов'ян цей процес відбувався рідко.

## У Польщі
Полазничка також називалася polaźniczka, polaźninik, podłaźnik, podłaźnica, jutka, sad, sad rajski, boże drzewko, rajskie drzewko, wiecha, gaik.
У Польщі полазничка була відома головним чином у Підгалі та Бескидах. Полазничку робили різними способами, це може бути ялинка або верхівка ялинки, перевернута догори дриґом, гілочка хвойного дерева або обруч для сита, до якого кріпилися зелені гілочки. Приготоване таким чином оздоблення прив'язували до балки стелі, часто безпосередньо над різдвяним столом, або у покуті. У Польщі полазничка вважається прототипом сучасної різдвяної ялинки.
Полазничка мала приносити достаток дому, захищати від хвороб і чар, а тварин — від вовків і чуми.

Полазнички додатково прикрашалися різними прикрасами, як правило, виготовленими своїми руками домочадцями з цигаркового або кольорового паперу. Їх теж прикрашали світи, які являли собою шматочки облатки, з'єднані між собою — з такої облатки створювали різні фігури, наприклад, хрести, сонечка, півмісяці тощо; їх також часто фарбували. Робили їх напередодні Різдва, звідки й пішла інша назва цієї прикраси: вілійки. Іноді світ ставав самостійною прикрасою, тоді їх також підвішували під стельову балку. Крім того, полазнички також прикрашали цукерками, яблуками, печивом, горіхами чи позолоченим насінням льону, а після Другої світової війни також дрібничками. Подібною прикрасою до появи сучасної ялинки також був солом'яний різдвяний павук.
Щоб тобі всього вистачило, як риб'ячим убивцям.

## У Словаччині
У Словаччині також була відома прикраса під назвою полазниця — це була солом'яна курка (наприклад, у районах верхів'я Спіша, де її вішали над різдвяним столом), яка символічно відповідала зеленій підлазничці, різдвяній ялинці, або принесеній хвойній гілці дерева. Так називали й обрядовий різдвяний хліб. На словацько-моравському пограниччі полазничку називали щастям, що пов'язано з польським віруванням, що полазничка приносить удачу.

## Галерея

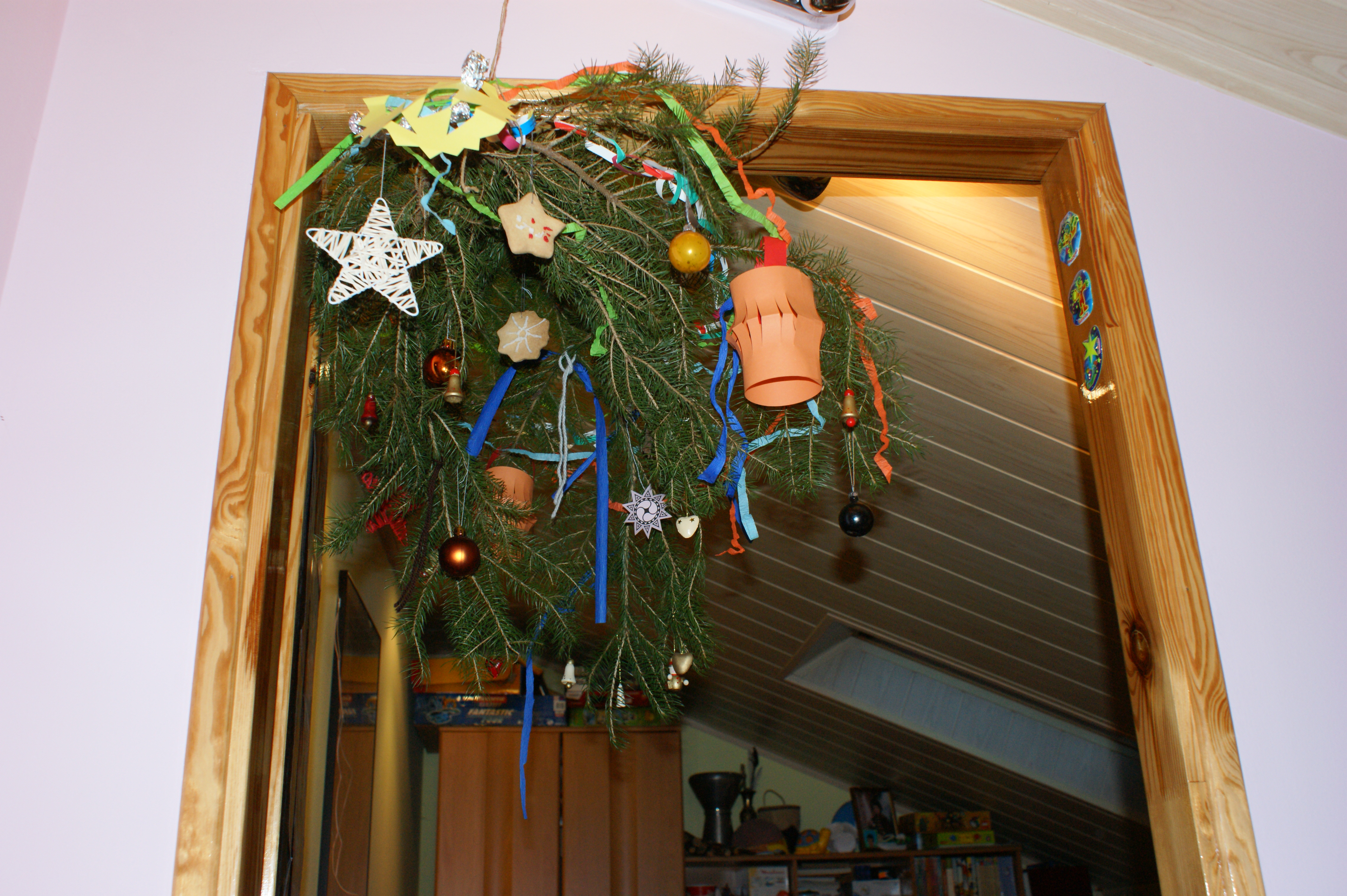
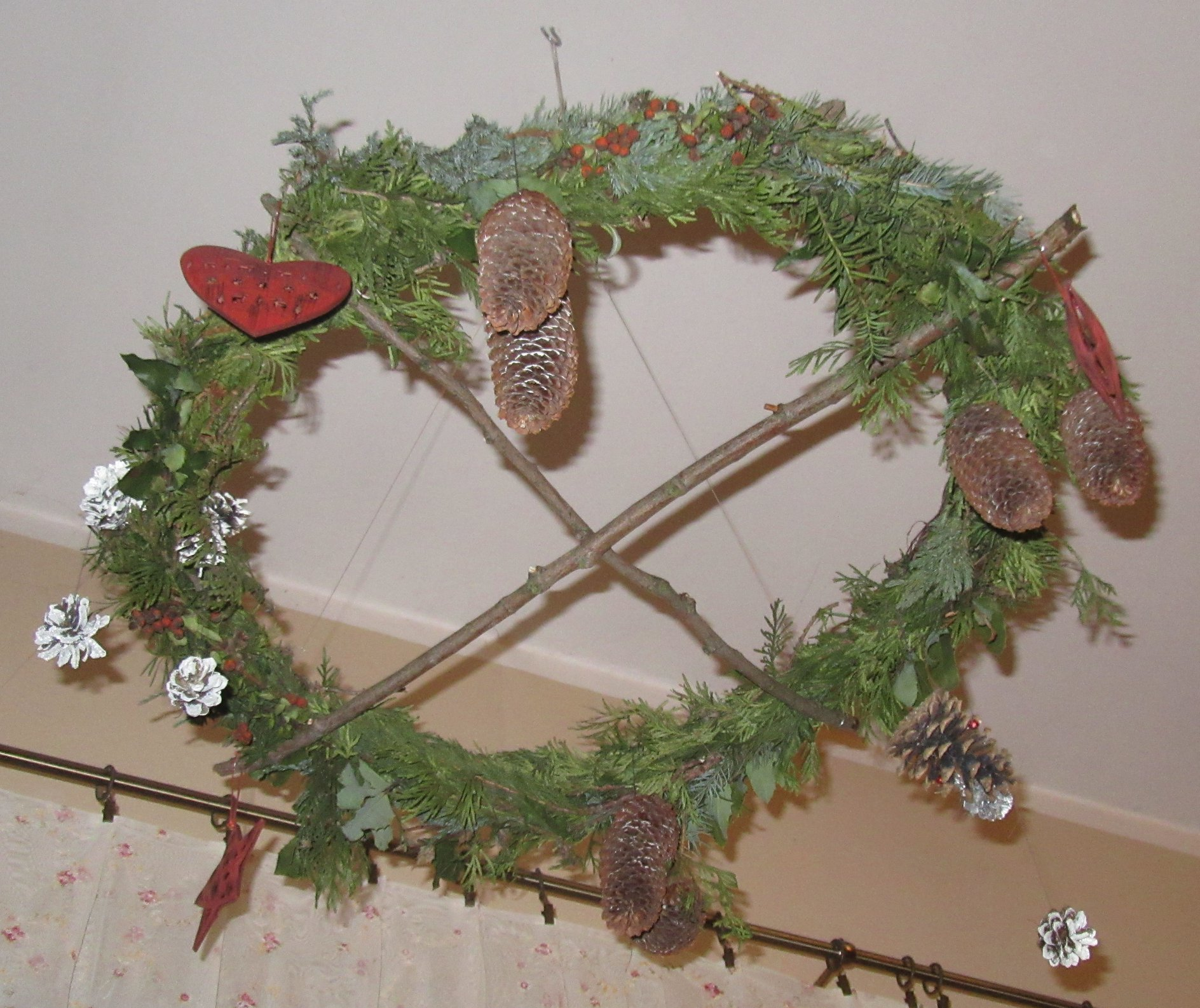
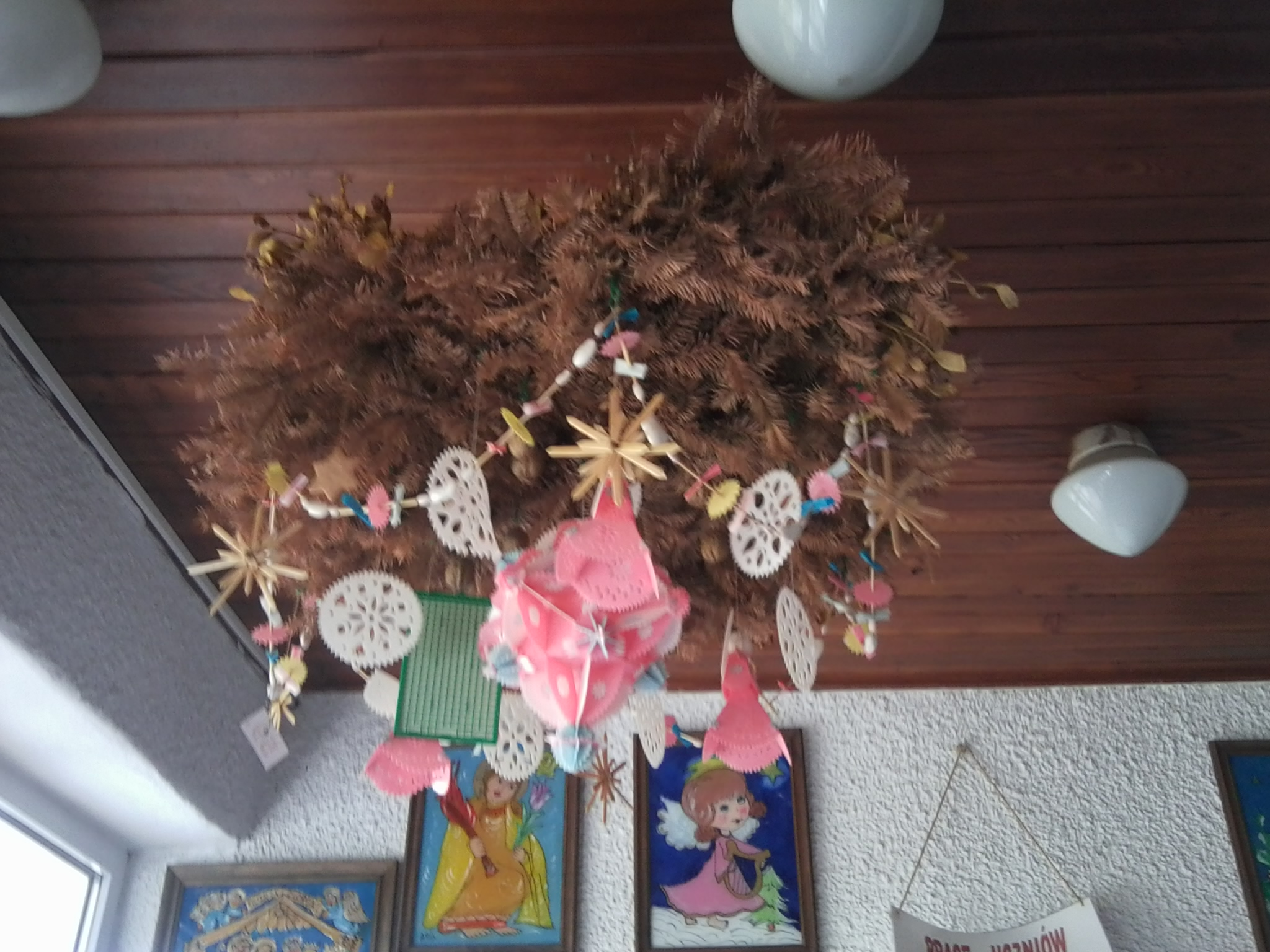
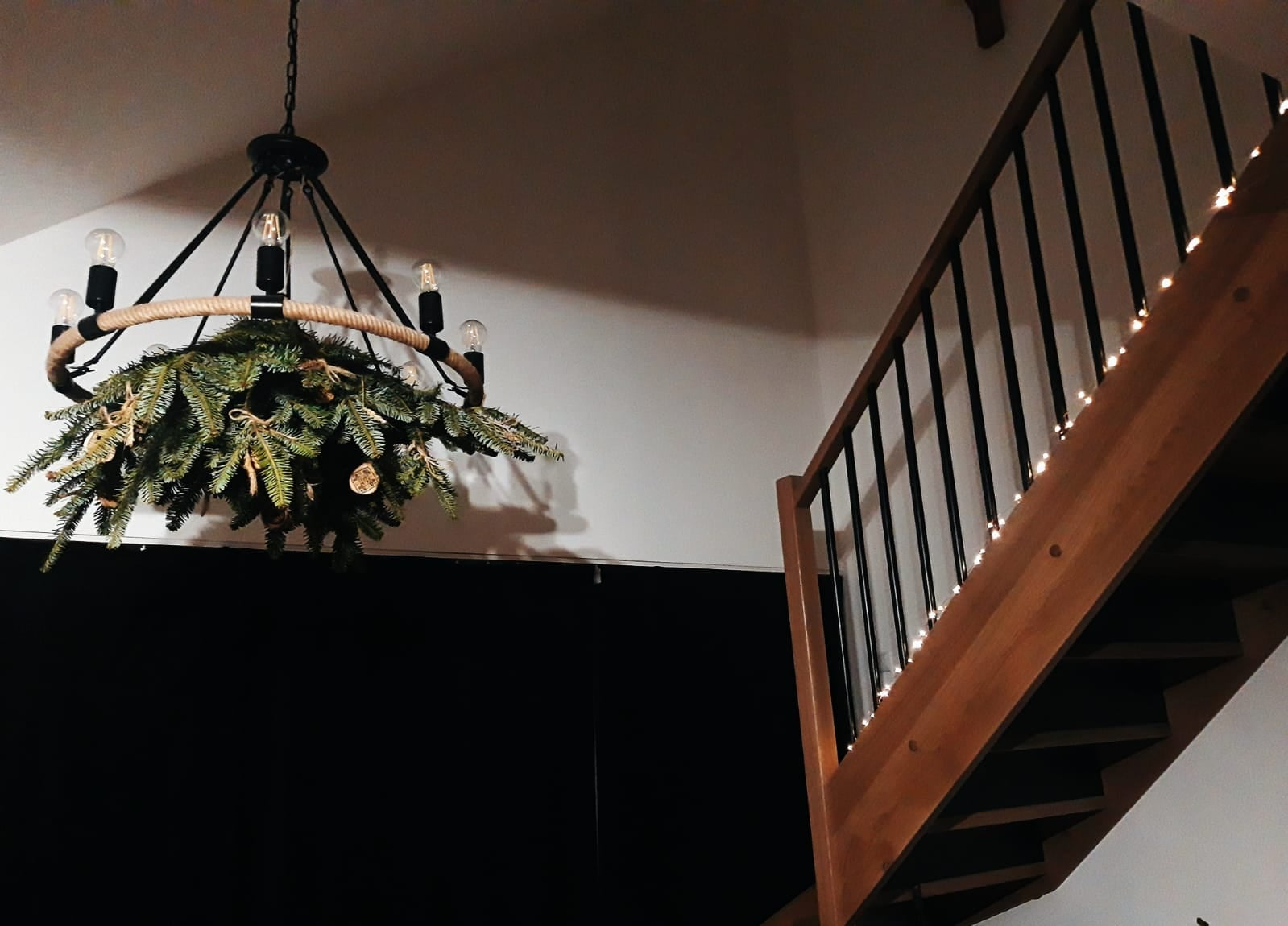
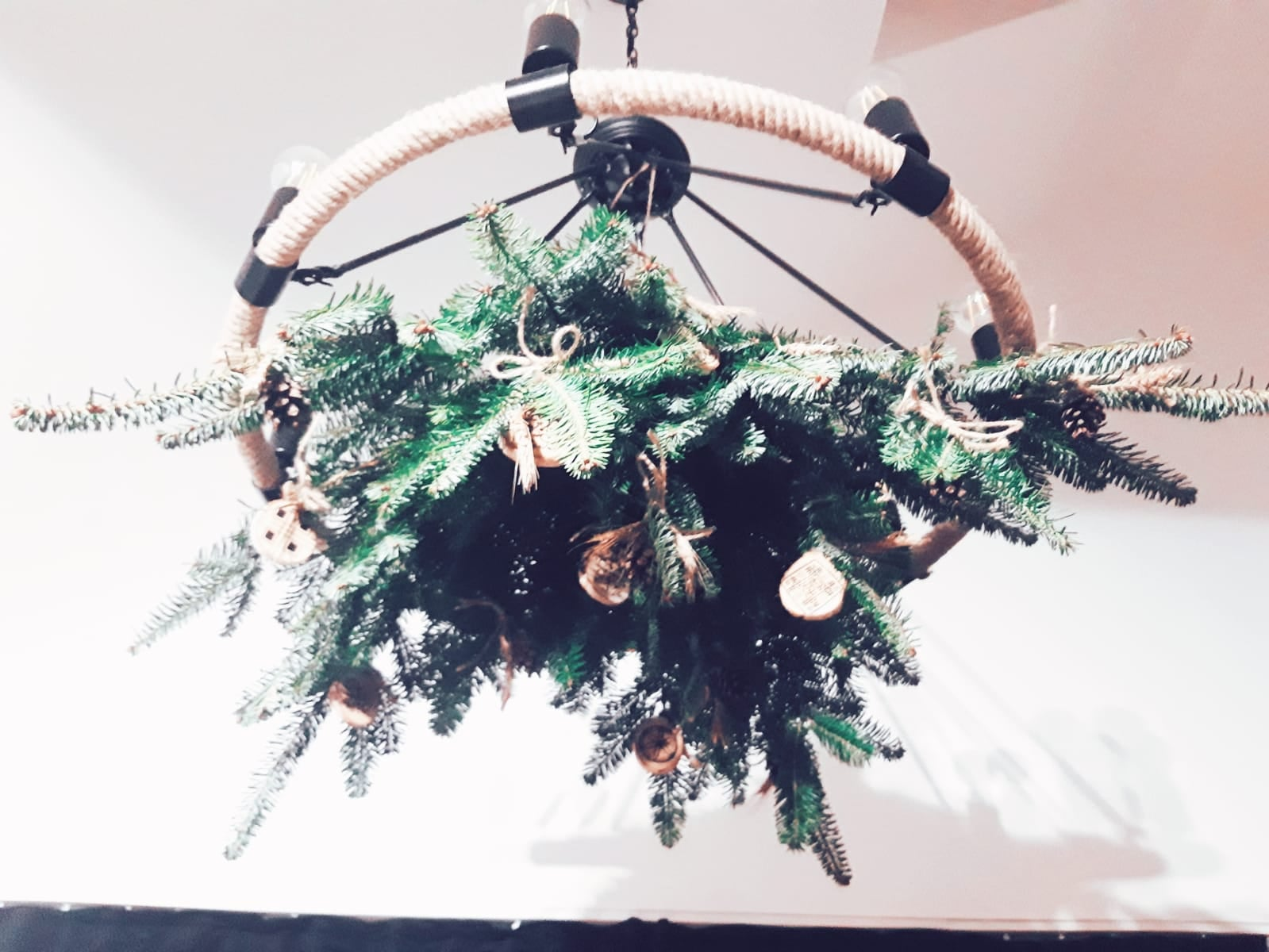
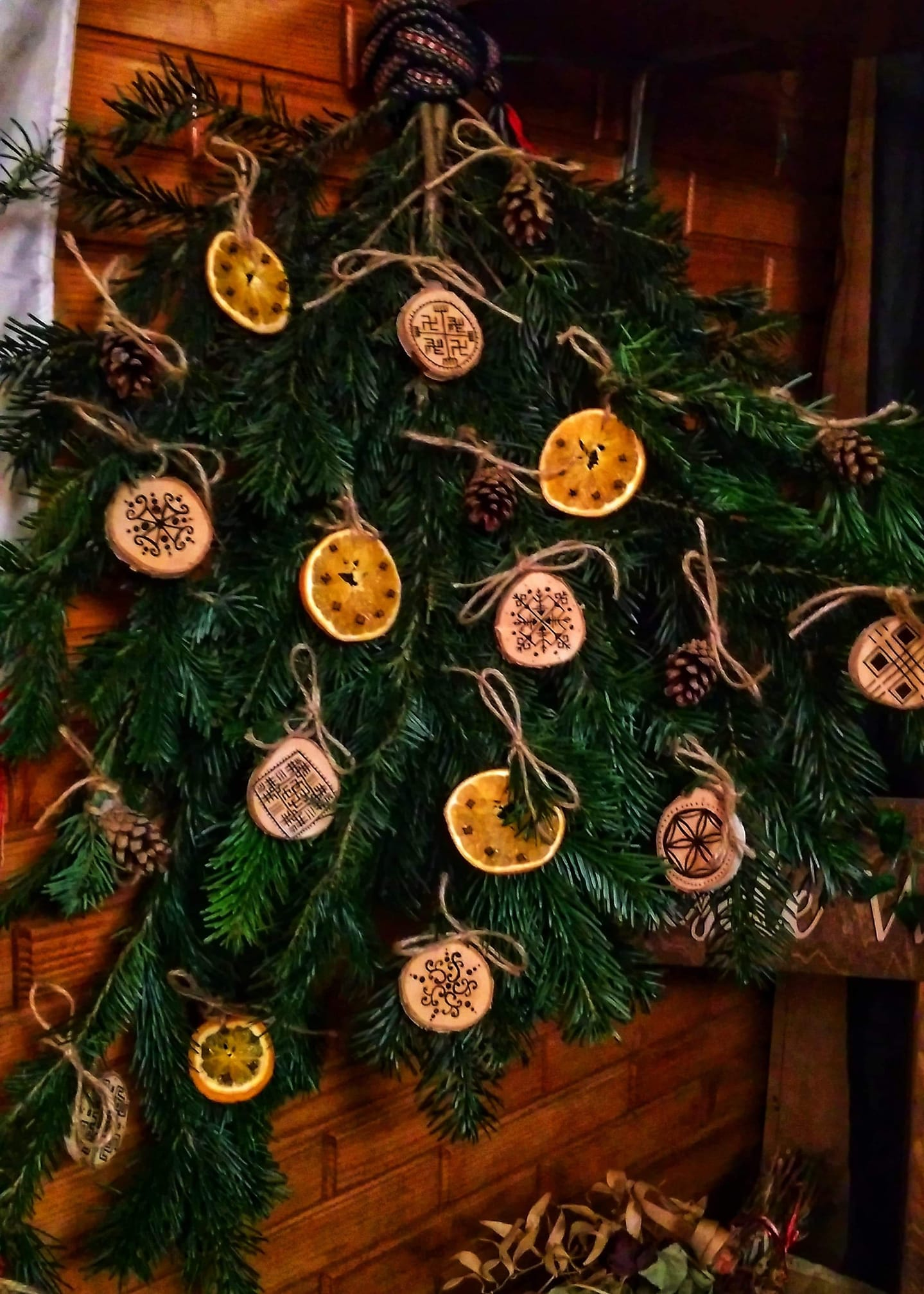